# Ilkovîci, Sokal
Ilkovîci (în ucraineană Ільковичі) este un sat în comuna Svîteazi din raionul Sokal, regiunea Liov, Ucraina.

## Demografie
Componența lingvistică a localității Ilkovîci
     Ucraineană (100%)
Conform recensământului din 2001, toată populația localității Ilkovîci era vorbitoare de ucraineană (100%).